# Norse Atlantic Airways
Norse Atlantic Airways AS — норвезькі лоукост-далекомагістральні авіалінії зі штаб-квартирою в місті Арендал, Норвегія. Заснована в лютому 2021 року авіакомпанія управляє парком літаків Boeing 787 між Європою, Північною Америкою, Африкою та Азією. Його перший політ відбувся 14 червня 2022 року з аеропорту Осло-Гардермуен до міжнародного аеропорту імені Джона Ф. Кеннеді в Нью-Йорку.

## Напрямки

Країни, в яких працює Norse Atlantic Airways

Norse Atlantic Airways розпочала трансатлантичні рейси між пунктами призначення в Північній Америці та Європі, а потім розширилася до Азії. Станом на травень 2024 року наведено сукупні поточні та колишні пункти призначення авіакомпанії та її дочірньої компанії: 
- Антигуа і Барбуда
- Барбадос
- Велика Британія
- Греція
- Італія
- Німеччина
- Норвегія
- Південно-Африканська Республіка
- Сполучені Штати Америки
- Таїланд
- Франція
- Ямайка

## Флот
Станом на квітень 2024, загальний флот Norse Atlantic Airways та її дочірньої компанії складається з наступних літаків:
| Літакі       | В обслуговуванні | Замовлення | Пасажири | Пасажири | Пасажири | Примітки                            |
| Літакі       | В обслуговуванні | Замовлення | O        | Y        | Всього   | Примітки                            |
| ------------ | ---------------- | ---------- | -------- | -------- | -------- | ----------------------------------- |
| Boeing 787-8 | —                | 3          | 32       | 259      | 291      | Лізинг мінімум до травня 2025 року  |
| Boeing 787-9 | 12               | —          | 56       | 282      | 338      | 5 експлуатується Norse Atlantic UK. |
| Boeing 787-9 | 12               | —          | 35       | 309      | 344      | 5 експлуатується Norse Atlantic UK. |
| Total        | 12               | 3          |          |          |          |                                     |